# Joängesträsket
Joängesträsket är en sjö i Bodens kommun i Norrbotten och ingår i Luleälvens huvudavrinningsområde. Sjön har en area på 0,0974 kvadratkilometer och ligger 15 meter över havet.

## Delavrinningsområde
Joängesträsket ingår i det delavrinningsområde (729768-178351) som SMHI kallar för Mynnar i Gammelstadsfjärden. Medelhöjden är 25 meter över havet och ytan är 69,33 kvadratkilometer. Det finns inga avrinningsområden uppströms utan avrinningsområdet är högsta punkten. Storbäcken som avvattnar avrinningsområdet har biflödesordning 2, vilket innebär att vattnet flödar genom totalt 2 vattendrag innan det når havet efter 9,9 kilometer. Avrinningsområdet består mestadels av skog (73 procent). Avrinningsområdet har 0,72 kvadratkilometer vattenytor vilket ger det en sjöprocent på 1 procent. Bebyggelsen i området täcker en yta av 2,42 kvadratkilometer eller 3 procent av avrinningsområdet.